# Karim Sebastian Elias
Karim Sebastian Elias, auch bekannt als K.S. Elias (* 5. August 1971 in Borken) ist ein deutscher Filmkomponist, der auch Konzert- und Bühnenmusik komponiert.

## Leben
Karim Sebastian Elias wurde 1971 in Borken geboren und wuchs in Esslingen auf. Nach dem Abitur am Georgii-Gymnasium 1991 erhielt er 1992 ein Stipendium am Berklee College of Music. Er entschied sich jedoch gegen ein Studium in den USA und studierte von 1992 bis 1998 Komposition, Piano, Kontrabass, E-Bass und Musikproduktion an der Folkwang Universität der Künste. Mit dem Thriller Holiday Affair und dem Drama Umwege des Herzens debütierte Elias 2001 als Filmkomponist für einen Langspielfilm. Seitdem komponierte und produzierte er als Filmkomponist die Musik für über 100 Kinofilme, Fernsehfilme und Dokumentationen, sowie für über 400 Serienfolgen. 2004 wurde ihm vom SWR und der MFG der Rolf-Hans Müller Preis für Filmmusik verliehen. Im selben Jahr komponierte er die Filmmusik für den Kinodokumentarfilm Rhythm Is It!, der unter anderem mit dem Deutschen Filmpreis und dem Bayerischen Filmpreis ausgezeichnet wurde. Die Musik spielte er mit der Karajan-Akademie der Berliner Philharmoniker ein. Für seine Kompositionen zu den Filmen Bella Block: Weiße Nächte und Die Schatzinsel wurde Elias 2008 mit dem Deutschen Fernsehpreis für die beste Musik ausgezeichnet. Außerdem wurde ihm auf dem 19. Kinofest in Lünen 2008 für seine Orchesterkomposition zu Gerdas Schweigen der Preis für die beste Filmmusik verliehen. Seine Musik für den mit dem Panorama Publikumspreis der 61. Berlinale ausgezeichneten Film Im Himmel, unter der Erde wurde zum Filmstart in New York in der Huffington Post, The Jewish Week und dem Film Journal International lobend erwähnt. An diese Reihe von Projekten mit der Regisseurin Britta Wauer knüpft auch der Dokumentarfilm Rabbi Wolff an, für den Elias ebenfalls die Musik komponierte. Der Film wurde 2016 auf dem Filmfestival Achtung Berlin mit dem New Berlin Film Award und dem Preis der Ökumenischen Jury und dem Vielfältigkeitspreis des Filmkunstfests Mecklenburg-Vorpommern ausgezeichnet. Der Kinodokumentarfilm Of Fathers and Sons lief auf über 100 Filmfestivals und erhielt mehr als 30 Auszeichnungen. Unter anderem lief er im Jahr 2017 im Wettbewerb der IDFA in Amsterdam (IDFA Competition for Feature Length Documentary) und im Jahr 2018 in der World Cinema Documentary Competition des Sundance Filmfestivals, wo er mit dem World Documentary Grand Jury Price ausgezeichnet wurde. 2019 wurde der Film sowohl für den Oscar als auch für den Independent Spirit Award jeweils in der Kategorie Bester Dokumentarfilm nominiert. Die Musik von Elias wurde im Hollywood Reporter lobend erwähnt.
Für den Fernsehfilm Die Spielerin und den von Züli Aladağ inszenierten Krimi Die Fahnderin mit Katja Riemann komponierte Elias ebenso die Filmmusik wie für den Film Nichts mehr wie vorher, der mit dem Publikumspreis des Deutschen Fernsehkrimi-Festivals 2014 ausgezeichnet wurde und für den er für den Deutschen Fernsehpreis 2016 nominiert wurde.
2018 komponierte er die Musik zum Fernsehfilm Einmal Sohn immer Sohn, den die ARD zum 80. Geburtstag von Christiane Hörbiger produzierte. Der Film erzielte die beste Einschaltquote auf dem Sendeplatz (Freitag 20:15 Uhr) in der ARD 2018. Für den Kinofilm Zwischen Welten mit Ronald Zehrfeld von Feo Aladag, der 2014 im Wettbewerb um den Goldenen Bären auf den 64. Internationalen Filmfestspielen Berlin (Berlinale) lief, wirkte Elias als Co-Komponist mit. Seine Filmmusik für den von Bernd Eichinger produzierten Film Siegfried wurde für den Deutschen Filmpreis vorausgewählt und der essayistische Kinofilm Der Schmetterlingsjäger, für den er ebenfalls die Musik komponierte, lief auf der Viennale und auf der Duisburger Filmwoche.
2016 und 2017 komponierte Elias unter anderem die Musik für die Filme Antonio, ihm schmeckt’s nicht! und Schatz, nimm Du sie!, die beide von Sven Unterwaldt inszeniert wurden, sowie für den ARD-Zweiteiler Die Dasslers, der 2016 beim Filmfest München mit dem Bernd Burgemeister Fernsehpreis ausgezeichnet wurde. Auch für den Fernseh-Mehrteiler Die Puppenspieler von Rainer Kaufmann, der 2017 auf dem Filmfest München im Wettbewerb lief, komponierte er die Musik. Darüber hinaus komponiert Elias regelmäßig auch die Musik für Fernsehformate wie Tatort, Polizeiruf und Schimanski, so z. B. für den 2015 ausgestrahlten Dortmunder Tatort: Schwerelos und den Münsteraner Tatort: Ein Fuß kommt selten allein von 2016. Seit 2016 komponiert er außerdem die Musik für die erfolgreiche Sat.1-Serie Einstein. Auch die Musik zur SWR-Serie „Labaule und Erben“ stammt von K.S. Elias. Die Serie, die seit Dezember 2018 in der ARD-Mediathek und seit Januar 2019 im SWR-Fernsehen ausgestrahlt wird, ist mit über einer Million Aufrufen ein außerordentlicher Streaming-Erfolg in der ARD Mediathek. Für die Komposition und Produktion der CD Hinter Gittern mit Songs und der Filmmusik zur gleichnamigen Serie erhielt er außerdem eine Goldene CD für mehr als 150.000 verkaufte Tonträger.
Neben Filmmusik komponiert Elias auch Konzert- und Bühnenmusik. So schrieb er für Otto Waalkes nicht nur den Big-Band- & Orchesterscore zu Otto’s Eleven. sondern komponierte und arrangierte auch zwei Familienkonzerte in der Berliner Philharmonie für ihn mit Orchester und Otto als Erzähler. Für den Nikolaisaal in Potsdam komponierte er eine neue Fassung der Weihnachtsgans Auguste für Orchester und Erzähler.
Für die Aufnahmen seiner Musik arbeitete er u. a. mit den Berliner Philharmonikern, dem BSOF, Giora Feidman und Till Brönner zusammen.
2006 war er in der Jury für den Rolf-Hans Müller Preis für Filmmusik, ebenso 2013 und 2014 für den Deutschen Musikautorenpreis. Aufgrund des Filmpreises für Rhythm Is It! ist Elias „geborenes“ Mitglied der Deutschen Filmakademie, für die er 2012 in die Vorauswahljury für den Deutschen Filmpreis gewählt wurde.
Seit 2017 ist er Mitglied im Vorstand der Deutschen Filmakademie. Im Frühjahr 2013 wurde er als Professor für Komposition und Arrangement für Medien im Master-Studiengang Filmmusik an die Hochschule für Film und Fernsehen „Konrad Wolf“ Potsdam-Babelsberg berufen.
In Kooperation mit der Deutschen Filmakademie, deren Wissensportal 24 und der Filmuniversität Babelsberg initiierte er 2017 eine verfilmte Masterclass, für die er die Nominierten des Deutschen Filmpreises in der Kategorie Beste Musik interviewte und deren Kompositionen auf ihre Wirkungsweise hin analysierte. 2014 war er für seine Musik zur Zeitsprung-Produktion Nichts mehr wie vorher mit Jonas Ney in der Hauptrolle für den Deutschen Fernsehpreis nominiert. Für den Deutschen Musikautorenpreis der GEMA wurde er 2015 und 2020 in der Kategorie Audiovisuelle Medien nominiert. Seitdem ist er Mitglied in der Akademie Deutscher Musikautoren.
2019 komponierte Elias die Musik zur ZDFneo Serie Dunkelstadt und schrieb die Filmmusik für den Dokumentarfilm A Tunnel, der seine Premiere auf dem IDFA in Amsterdam feierte. Der Film 9 Tage wach, für den er die Musik komponierte, lief im Wettbewerb für den Fernsehfilmpreis 2020. Im selben Jahr schrieb er die Filmmusik für den Dokumentarfilm Saudi Runaway, welcher bei der Verleihung des Europäischen Filmpreises als Bester Dokumentarfilm nominiert wurde und den European University Film Award gewann. Für den im März 2021 erstmals im ZDF ausgestrahlten dreiteiligen Fernsehfilm Ku’damm 63 schrieb Elias die Musik.

## Filmografie (Auswahl)
- 1999: Karl Weschke – Ein Deutscher Maler in Cornwall[17]
- 2001: Holiday Affair
- 2001: Umwege des Herzens
- 2002: Jüdisches Museum Berlin – The Empty Libeskind Building[18]
- 2002–2003: Körner und Köter (Fernsehserie, acht Folgen)
- 2004: Rhythm Is It!
- 2004: Samba in Mettmann
- 2004: Liebe ist die beste Medizin
- 2004: Tatort: Der vierte Mann
- 2004: Die Rosenzüchterin
- 2005: Polizeiruf 110 – Resturlaub
- 2005: Tatort: Feuertaufe
- 2005: Polizeiruf 110 – Vorwärts wie rückwärts
- 2005: Siegfried
- 2005: Die Spielerin
- 2006: Tatort: Sternenkinder
- 2006: Spur der Hoffnung
- 2007: Bella Block: Weiße Nächte
- 2007: Die Schatzinsel
- 2007: Tatort: Racheengel
- 2008: Gerdas Schweigen
- 2008: U-900
- 2008: Die Odyssee der Kinder[19]
- 2009: Ein Sommer in Long Island
- 2009: Liebe Mauer
- 2009: Tatort: Bittere Trauben
- 2010: Das Geheimnis der Wale
- 2010: Otto’s Eleven
- 2011: Die Samenhändlerin
- 2011: Der Kriminalist:
  - (6.1) Unter Druck
  - (6.2) Der Beschützer
  - (6.3) Grüsse von Johnny Silver
- 2011: Ein Sommer in Paris
- 2011: Im Himmel, unter der Erde
- 2011: Schimanski – Schuld und Sühne
- 2011: Wilde Wellen – Nichts bleibt verborgen (Miniserie)
- 2012: Inga Lindström: Der Tag am See
- 2012: Wir haben gar kein Auto
- 2012: Tatort: Ihr Kinderlein kommet
- 2012: Tatort: Kinderland
- 2012: Der Schmetterlingsjäger – 37 Karteikarten zu Nabokov[20]
- 2013: In einem wilden Land
- 2013: Beste Freundinnen
- 2013: Nichts mehr wie vorher (Fernsehfilm)
- 2014: Inga Lindström: In deinem Leben
- 2014: Zwischen Welten, Co-Komponist
- 2014: Die Fahnderin[21]
- 2015: Einstein (Fernsehfilm)
- 2015: Drunter und Brüder[22]
- 2015: Tatort: Schwerelos
- 2015: Inga Lindström: Leg dich nicht mit Lilli an
- 2015: Hilfe, ich hab meine Lehrerin geschrumpft
- 2016: Tatort: Ein Fuß kommt selten allein[6]
- 2016: Antonio, ihm schmeckt’s nicht!
- 2016: Rabbi Wolff – Ein Gentleman vor dem Herrn[23]
- 2016: Die Dasslers – Pioniere, Brüder und Rivalen
- 2017: Mordkommission Istanbul: Der verlorene Sohn
- seit 2017: Einstein (Fernsehserie)
- 2017: Schatz, nimm Du sie!
- 2017: Die Puppenspieler (Fernsehzweiteiler)
- 2017: Of Fathers and Sons – die Kinder des Kalifats
- 2018: Einmal Sohn, immer Sohn
- 2018: Labaule & Erben
- 2019: A Tunnel (Dokumentarfilm)
- 2020: 9 Tage wach
- 2020: Ein Sommer in Amalfi
- 2020: Eltern mit Hindernissen
- 2020: Dunkelstadt (Serie, ZDFneo)
- 2020: Saudi Runaway
- 2021: Ku’damm 63
- 2021: Nahschuss
- 2022: Meine Tochter, Kreta und ich
- 2023: Die zweite Welle (Fernsehserie)
- 2023: Club Las Piranjas (Fernsehserie)
- 2024: Die geschützten Männer
- 2025: Das fast normale Leben (Dokumentarfilm)

## Konzertwerke (Auswahl)
- 2006: Uraufführung Die Weihnachtsgans Auguste – Weihnachtskonzert für Orchester & Erzähler im Nikolaisaal Potsdam mit dem BSOF.[24]
- 2011 & 2012: Konzerte in der Berliner Philharmonie mit Kompositionen und Arrangements für ein orchestrales Familienkonzertprogramm mit Otto Waalkes und den Berliner Symphonikern[25][26]

## Auszeichnungen
- Deutscher Fernsehpreis 2008 für die „Beste Musik“ zu Die Schatzinsel (u. a. auch im Wettbewerb des Internationalen Festivals Biarritz) und Bella Block – Weisse Nächte (Filmfest München, Reihe „Deutsche Fernsehfilme“)
- Rolf-Hans Müller Preis für Filmmusik 2004 von SWR und MFG
- Rhythm is it! wurde u. a. mit dem Impact of Music Award beim Nashville Filmfestival, dem Deutschen Kritikerpreis, dem Bayerischen Filmpreis, dem Echo Klassik und zweifach mit dem Deutschen Filmpreis ausgezeichnet.
- Vorauswahl der Filmmusik zu Siegfried für den Deutschen Filmpreis 2006[27]
- „Beste Filmmusik“, 19. Kinofest Lünen 2008 für den Kinofilm Gerdas Schweigen[28]
- Goldene Schallplatte für das Album Jailbabes, das auch mit der Goldenen Stimmgabel ausgezeichnet wurde[29]
- Nominierung Deutscher Fernsehpreis 2014 für die „Beste Musik“ zu Nichts mehr wie vorher[30]
- Nominierung Deutscher Musikautorenpreis 2015 in der Kategorie „Komposition Audiovisuelle Medien“[31]
- Preis der Ökumenischen Jury auf dem Achtung Berlin Filmfestival für Rabbi Wolff[32]
- World Documentary Grand Jury Price des Sundance Festival 2018 für Of Fathers and Sons[33]
- Special Jury Award des Fullframe Documentary Film Festival für Of Fathers and Sons[34]
- 2019: Oscar-Nominierung für Of Fathers and Sons in der Kategorie Bester Dokumentarfilm[35]
- 2019: Nominierung für den Independent Spirit Award für Of Fathers and Sons in der Kategorie bester Dokumentarfilm[36]
- Nominierung Deutscher Musikautorenpreis 2020/2021 in der Kategorie Komposition Audiovisuelle Medien[12]
- Nominierung Fernsehfilmpreis der Deutschen Akademie der Darstellenden Künste 2020 für 9 Tage wach[14]
- Nominierung Europäischer Filmpreis 2020 für Saudi Runaway in der Kategorie European Documentary[37]
- European University Film Award des Europäischen Filmpreises 2020 für Saudi Runaway[15]

## Diskografie / Soundtracks (Auswahl)
- 2004: Rhythm is it!, Label: BPH 0401
- 2004: Die Rosenzüchterin, Label: Sony Classical SK519328 2
- 2005: Siegfried, Label: Normal Records, N 281
- 2007: Die Schatzinsel, Label: Alhambra Records, A 8967
- 2008: Gerdas Schweigen, Label: Alhambra Records, A 8981
- 2008: U-900, Label: Polydor (Universal), B001FXT7ZA
- 2009: Liebe Mauer, Label: da-music, 872433-2
- 2010: Das Geheimnis der Wale, Label: Alhambra Records, A 8992
- 2010: Otto’s Eleven, Label: Polydor (Universal), B004BIP0VG
- 2011: Im Himmel, unter der Erde, Label: Alhambra Records, A 8997
- 2011: Wilde Wellen, Label: Alhambra Records, A 9004
- 2013: In einem wilden Land, Label: Alhambra Records, A 9015
- 2019: Of Fathers and Sons, Label: Königskinder Music, B07NVY5SRC
- 2020: 9 Tage Wach, Label: Brandvertise, B085X3BWG8

## Publikationen
- Im Springer Professional veröffentlichte er 2017 im Handbuch Funktionale Musik den Artikel „Filmmusik heute – Aus dem Arbeitsalltag eines zeitgenössischen Filmkomponisten“.[38]

- Im Buch Filmmusik-Bekenntnisse von Béatrice Otterbau und Thomas Schadt gab er Einblicke in seine Arbeit als Filmkomponist.[39]